# Cyrtomophorodon cyrtomophitum
Cyrtomophorodon cyrtomophitum är en insektsart. Cyrtomophorodon cyrtomophitum ingår i släktet Cyrtomophorodon och familjen långrörsbladlöss. Inga underarter finns listade i Catalogue of Life.